# Bombový útok v Omaghu
Bombový útok v Omaghu byl bombový útok provedený 15. srpna 1998 ve městě Omagh v severoirském hrabství Tyrone. K útoku se přihlásila Pravá irská republikánská armáda, odštěpenecká skupina Prozatímní IRA odporující Velkopáteční mírové dohodě. Výbuch zabil 29 lidí a zranil 220 dalších, což je největší počet obětí během jednoho incidentu v průběhu celého konfliktu v Severním Irsku. Čtyřicet minut před výbuchem obdržela policie telefonické varování, to však nebylo dostatečně přesné, v důsledku čehož byli lidé policií nasměrováni k bombě ukryté v automobilu.
Bombový útok byl ostře odsouzen na lokální i mezinárodní úrovni, a zasadil vážný úder ozbrojené kampani republikánských disidentů. Pravá IRA se za útok omluvila a krátce po té vyhlásila jednostranné příměří. Mezi oběťmi útoku byli protestanti, katolíci a jeden mormonský teenager, pět dalších teenagerů, šest dětí, těhotná žena s dvojčaty, a dva španělští turisté na jednodenní návštěvě Severního Irska.
Britské, irské a americké tajné služby měly informace o blížícím se útoku pocházející převážně od dvojitých agentů v rámci Pravé IRA. Tyto informace nebyly předány severoirskému policejnímu sboru. V roce 2008 byly odtajněny materiály Government Communications Headquarters, které ukazují, že tajná služba monitorovala komunikaci mezi republikány převážejícími bombu do Omagh.
V roce 2014 byl Seamus Daly obviněn z podílu na vraždě 29 lidí. 1. března 2016 stáhla prokuratura veškerá obvinění vůči Seamusi Dalymu poté, co korunní svědek změnil svou výpověď.